# La Chapelle-Neuve (Morbihan)
La Chapelle-Neuve (bretonisch: Ar Chapel-Nevez) ist eine französische Gemeinde mit 1002 Einwohnern (Stand 1. Januar 2022) im Département Morbihan in der Region Bretagne.

## Geographie
La Chapelle-Neuve liegt im südlichen Teil des Zentrums der Bretagne und gehört zum Pays de Pontivy.
Nachbargemeinden sind Guénin im Nordwesten und Norden, Plumelin im Nordosten und Osten, Moustoir-Ac im Südosten, Brandivy im Süden, Pluvigner im Südwesten sowie Camors und Baud im Westen. 
Nördlich der Gemeinde führt die RN 24 vorbei. Das Flüsschen Tarun fließt in Ost-West-Richtung quer durch die Gemeinde.

## Bevölkerungsentwicklung
| Jahr      | 1962 | 1968 | 1975 | 1982 | 1990 | 1999 | 2006 | 2019 |
| Einwohner | 1004 | 920  | 781  | 739  | 732  | 724  | 766  | 979  |

## Geschichte
Die Gemeinde gehört historisch zur bretonischen Region Bro-Gwened (frz. Vannetais) und innerhalb dieser Region zum Gebiet Bro Baod (frz. Pays de Baud) und teilt dessen Geschichte. Der Ort gehörte bis 1867 zur Gemeinde Plumelin.

## Sehenswürdigkeiten
- Kirche Notre-Dame-de-la-Fosse aus dem 15.–18. Jahrhundert mit einem Brunnen aus dem 17. Jahrhundert
- Kapelle Locmaria aus dem 11.–16. Jahrhundert mit einem Kalvarienberg aus dem 16. Jahrhundert, Monument historique
- Herrenhaus von Boterf (auch Boterff) mit einem markanten Portalvorbau aus dem 16. Jahrhundert
- Dolmen du Roh-Du im Foret de Floranges
- Friedhofskreuz aus dem Jahr 1745
- alte Linde Tilleul Bicentenaire; die Linde wurde 1867 gepflanzt, als der Ort eine selbständige Gemeinde wurde

Quelle:

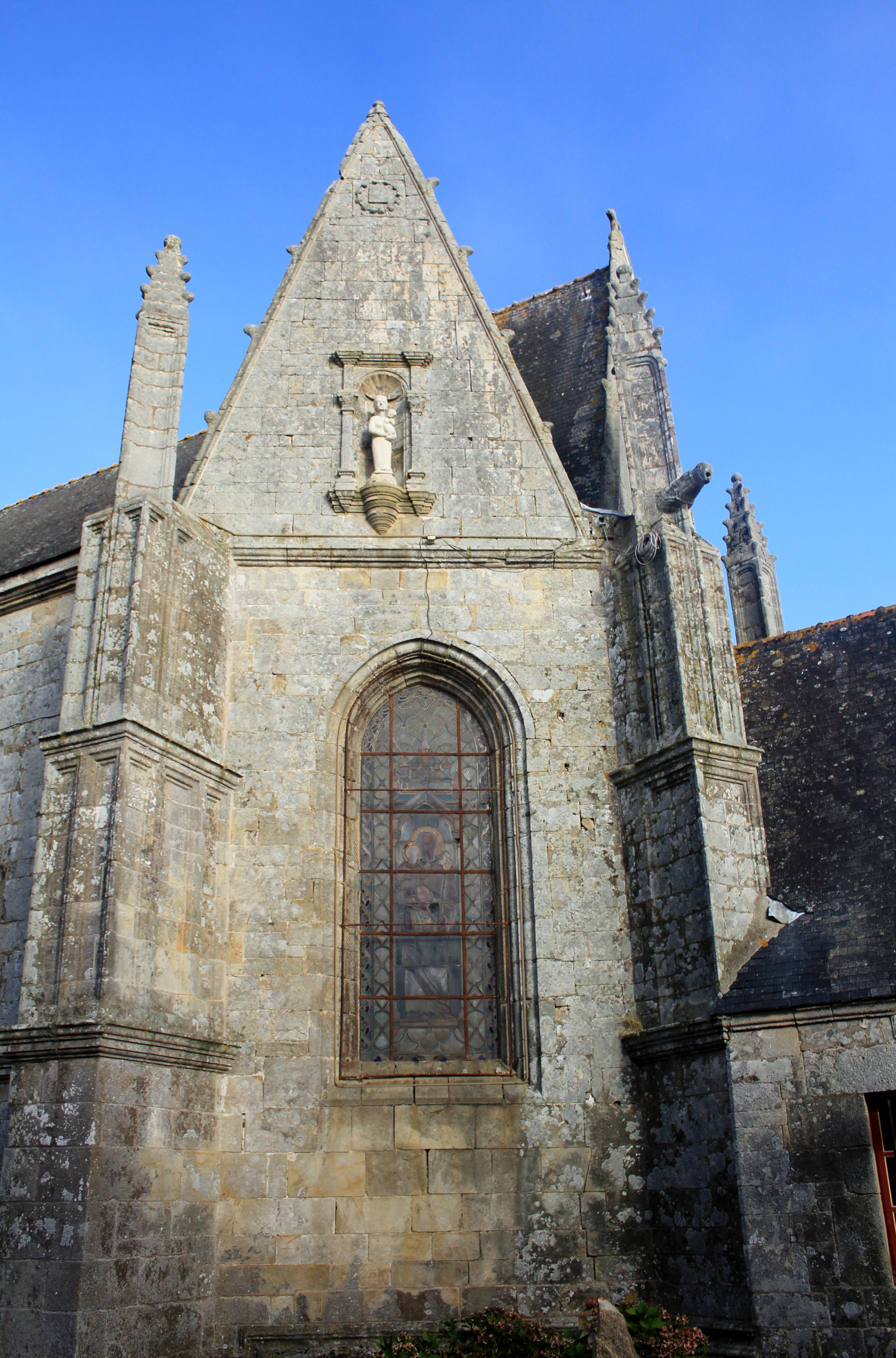
Kirche Notre-Dame-de-la-Fosse
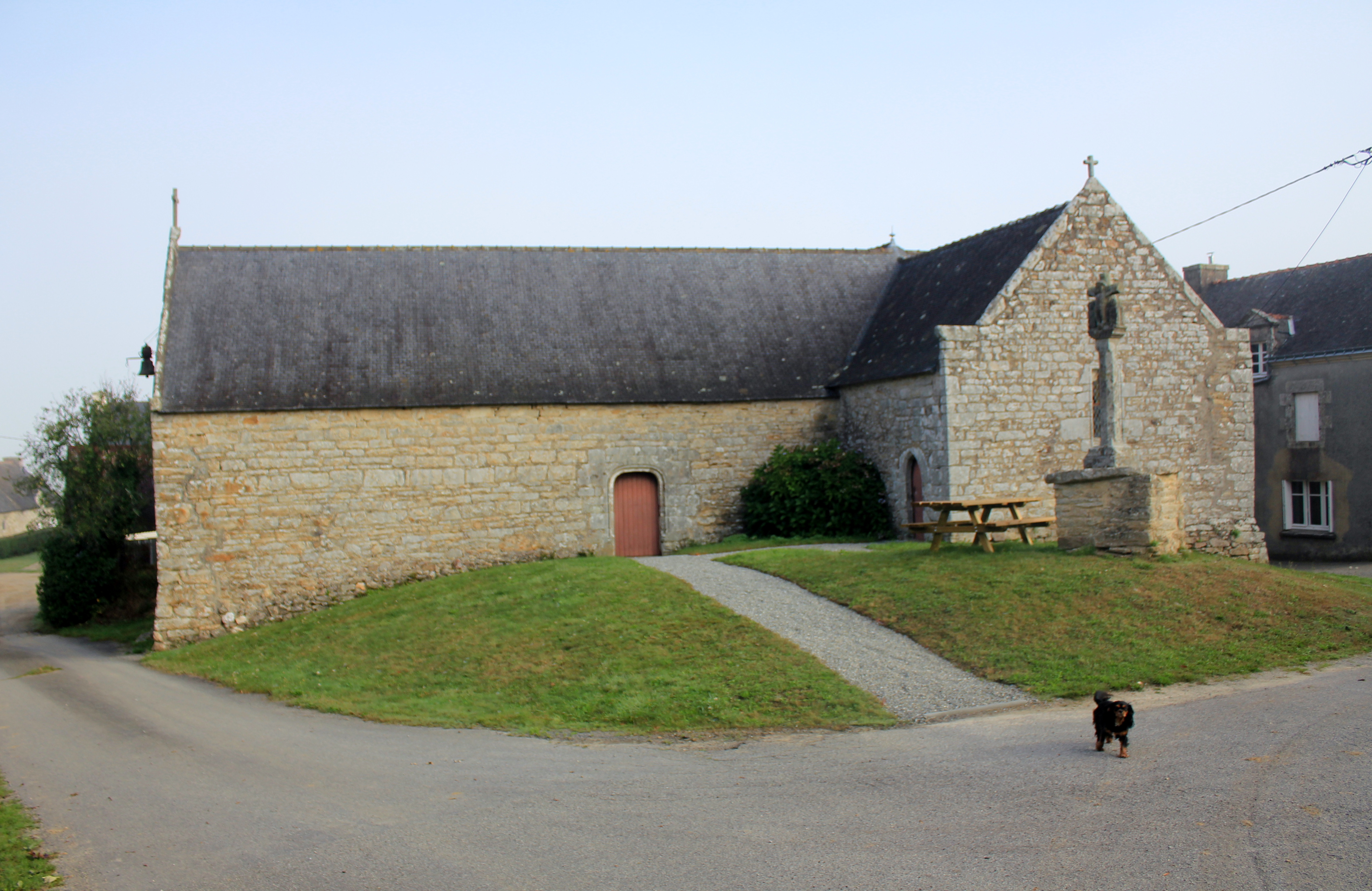
Kapelle Locmaria